# Crane, Texas
Crane är administrativ huvudort i Crane County i Texas. Orten har fått sitt namn efter William Carey Crane som var rektor för Baylor University. Enligt 2010 års folkräkning hade Crane 3 353 invånare.